# Anna Bachofner

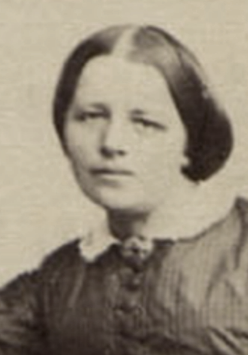
Anna Bachofner

Anna Bachofner, auch Anna Bachofner-Buxtorf (geb. Buxtorf) (* 10. Juni 1839 in Bern; † 2. Februar 1909 in Männedorf), war eine Schweizer Schriftstellerin.

## Leben

### Familie
Anna Bachofner war die Tochter des Kaufmanns Johann Friedrich Buxtorf (* 1803 in Basel; † 1876) und dessen Ehefrau Maria Caroline (* 9. Dezember 1811 in Aetingen bei Bucheggberg; † 1853), die Tochter des Pfarrers Franz Samuel Fetscherin (1770–1858); sie hatte noch drei Geschwister und wuchs nach der Geburt in Basel auf.
Ihre Tante Caroline Buxtorf (1833–1890) war mit dem Seidenfabrikanten Gustav Hermann Schinz (1815–1889) verheiratet.
1874 wurde sie die zweite Ehefrau des Seminardirektors Heinrich Bachofner (* 19. Mai 1828 in Fehraltorf; † 15. Juni 1897 in Zug); gemeinsam hatten sie drei Kinder.

### Werdegang
Nach der schulischen Ausbildung erhielt Anna Bachofner eine Ausbildung in der Romandie, unter anderem in der Krankenpflege.
Nach ihrer Hochzeit wurde sie Hausmutter im evangelischen Lehrerseminar Weisses Kreuz ihres Ehemannes in Unterstrass bei Zürich und leitete den Internatsbetrieb mit ungefähr 80 Jugendlichen.
Nach der Pensionierung ihres Ehemannes siedelten sie nach Zug auf einen Gutshof über; dort blieb sie auch nach dem Tod ihres Ehemannes. 1908 zog sie nach Männedorf und verstarb kurz darauf.

### Schriftstellerisches Wirken
Anna Bachofner, die als Hausmutter tätig war, begann 1869 Erzählungen zu veröffentlichen, in denen sie versuchte, der Jugend die christliche frohe Botschaft zu vermitteln. Sie hatte eine grosse Leserschaft und ihre Schriften wurden mehrfach aufgelegt, unter anderem ihre Schrift Mathildens Genesung von 1876. In der Zeit von 1903 bis 1906 verfasste sie die vierbändige Schrift Vom Himmel hoch, da komm ich her!
Sie war auch die Verfasserin mehrerer Frauenbiografien und Biografin ihres Ehemannes.

## Schriften (Auswahl)
- Sieg der Liebe. Zwei Bilder aus dem Leben. Basel: Jaeger & Kober, 1869.
- Marthas Weihnachtsfest. Basel: Spittler, 1874.
- Mathildens Genesung. Eine Erzählung aus einem Kinderspital. Basel: Spittler, 1876.
- Unter einem Dach. Basel: Spittler, 1881.
- Zweierlei Wasser. Ein Bild aus dem Leben eines jungen Mädchens. Basel: Spittler, 1884.
- Rudolfs Geburtstags-Geschenk – Erzählung für jung und alt. Basel: Jaeger & Kober, 1893.
- Schule und Leben. Erzählungen aus der Gegenwart. Basel: Jaeger & Kober, 1893.
- Die Liebe suchet nicht das Ihre. Basel: Spittler, 1895.
- Der Weg zum Frieden. Basel: Jaeger & Kober, 1896.
- Die Weihnachtsfeier in Haus und Schule. Basel: Jaeger & Kober, 1896.
- Heinrich Bachofner, Seminardirektor – ein Lebensbild mit Auszügen aus seinen Briefen. Zürich: Depot der Evangelischen Gesellschaft; Winterthur: Buchhandlung der Evangelischen Gesellschaft, 1900–1901.
- Schlichte Blätter: Erzählungen. Basel: Spittler, 1903.
- Ein schwerer Jugendweg: Eine Erzählung aus dem Leben. Basel: Kober, 1904.
- Vom Himmel hoch, da komm ich her!, 1903–1906.

- Friede und Freude. Basel 1906.
- Madame Elisabeth von Frankreich ein Lebensbild aus der letzten Königsfamilie der Bourbonen. Basel: Kober, 1908.